# Robert Beckett Denison
Robert Beckett Denison (Huddersfield, 1879 – Pietermaritzburg, 1951) è stato un chimico britannico.
Docente a Pietermaritzburg, è noto per le sue ricerche su condensazione ed idrolisi.